# Half-Life: Decay
Half-Life: Decay é um pacote de expansão do jogo eletrônico de ficção científica e tiro em primeira-pessoa Half-Life, da Valve Corporation. Desenvolvido pela Gearbox Software e distribuído pela Sierra Entertainment, Decay foi lançado como parte da versão para PlayStation 2 de Half-Life, em 14 de novembro de 2001. É o terceiro pacote de expansão para Half-Life e, semelhante aos seus antecessores, Decay retorna à mesma época e localidade dos eventos da história original, mas retratando o enredo com o ponto de vista de dois protagonistas, ambos cientistas trabalhando na Black Mesa Research Facility. Decay é um jogo eletrônico multiplayer, criado para ser jogado por duas pessoas trabalhando juntas para progredir pelas fases.
Decay não foi um grande sucesso, mas foi recebido com alguma positivitade por jornalistas da indústria de jogos. Muitos críticos sentiram que o jogo era divertido para jogar com um amigo, mas que a sua jogabilidade focada em puzzles de alguma forma prejudicou a experiência em geral. Um bom número de autores de resenhas afirmaram que o jogo não passou de um mero add-on de Half-Life para PlayStation 2. Em setembro de 2008, um grupo de desenvolvedores ucranianos elaboraram um port para Windows, como mod para Half-Life no PC.